# Chantry Island, Nunavut
Chantry Island är en ö i Kanada.   Den ligger i sundet Dolphin and Union Strait i territoriet Nunavut, i den centrala delen av landet, 3 400 km nordväst om huvudstaden Ottawa. Arean är 4,9 kvadratkilometer.
Terrängen på Chantry Island är mycket platt. Öns högsta punkt är 31 meter över havet. Den sträcker sig 2,8 kilometer i nord-sydlig riktning, och 2,9 kilometer i öst-västlig riktning.
Trakten runt Chantry Island är nära nog obefolkad, med mindre än två invånare per kvadratkilometer.